# Geszer (partia 1996)
Geszer (hebr. „Most”) – izraelska partia polityczna utworzona przez Dawida Lewiego. Sądził on, iż w ten sposób przyciągnie do siebie część członków Likudu, niezadowolonych z przywództwa Binjamina Netanjahu. Udało się to jednak tylko z Dawidem Magenem, byłym ministrem ekonomii i planowania w ostatnim rządzie Icchaka Szamira, który i tak w 1998 roku przyłączył się do Partii Centrum. Osłabiony Geszer zbliżył się natomiast do Partii Pracy i wszedł nawet do jej bloku Jeden Izrael w wyborach 1999 roku.
7 marca 2001 wraz z Dawid Lewi, wraz z bratem Maksimem oraz Mordechajem Miszanim, opuścił Jeden Izrael i do końca kadencji zasiadali w ławach poselskich jako posłowie Geszeru.